# Mesosemia thymetus
Mesosemia thymetus is een vlindersoort uit de familie van de prachtvlinders (Riodinidae), onderfamilie Riodininae.
Mesosemia thymetus werd in 1777 beschreven door Cramer.